# Communauté de communes Aygues Ouvèze en Provence
La communauté de communes Aygues Ouvèze en Provence est une communauté de communes française, située dans le département de Vaucluse.
L'intercommunalité tire son nom des rivières de l'Aygues et de l'Ouvèze, associé au territoire de la Provence.

## Historique
Elle est créée le 31 décembre 1992. Lagarde-Paréol, jusqu'alors commune isolée, la rejoint le 1er janvier 2014.

## Territoire communautaire

### Composition
La communauté de communes est composée des 8 communes suivantes :

| Nom                        | Code Insee | Gentilé       | Superficie (km2) | Population (dernière pop. légale) | Densité (hab./km2) |
| -------------------------- | ---------- | ------------- | ---------------- | --------------------------------- | ------------------ |
| Camaret-sur-Aigues (siège) | 84029      | Camaretois    | 17,53            | 4 549 (2022)                      | 259                |
| Lagarde-Paréol             | 84061      | Paréolais     | 9,29             | 321 (2022)                        | 35                 |
| Piolenc                    | 84091      | Piolençois    | 24,8             | 5 679 (2022)                      | 229                |
| Sainte-Cécile-les-Vignes   | 84106      | Céciliens     | 19,82            | 2 639 (2022)                      | 133                |
| Sérignan-du-Comtat         | 84127      | Sérignanais   | 19,82            | 2 896 (2022)                      | 146                |
| Travaillan                 | 84134      | Travaillanais | 17,65            | 721 (2022)                        | 41                 |
| Uchaux                     | 84135      | Uchaliens     | 18,48            | 1 702 (2022)                      | 92                 |
| Violès                     | 84149      | Violésiens    | 14,79            | 1 745 (2022)                      | 118                |

### Démographie
| 1968  | 1975   | 1982   | 1990   | 1999   | 2010   | 2015   | 2021   |
| ----- | ------ | ------ | ------ | ------ | ------ | ------ | ------ |
| 9 186 | 10 213 | 12 131 | 14 531 | 16 177 | 18 130 | 18 898 | 20 045 |

## Administration

### Siège
Le siège de la communauté de communes est situé à Camaret-sur-Aigues.

### Les élus
Le conseil communautaire de la communauté de communes se compose de 33 membres, représentant chacune des communes membres et élus pour une durée de six ans.
Ils sont répartis comme suit :
| Nombre de délégués | Communes                 |
| ------------------ | ------------------------ |
| 8                  | Piolenc                  |
| 7                  | Camaret-sur-Aigues       |
| 5                  | Sérignan-du-Comtat       |
| 4                  | Sainte-Cécile-les-Vignes |
| 3                  | Uchaux, Violès           |
| 2                  | Travaillan               |
| 1                  | Lagarde-Paréol           |

### Présidence
| Période                                  | Période   | Identité     | Étiquette | Qualité                                         |
| ---------------------------------------- | --------- | ------------ | --------- | ----------------------------------------------- |
| Les données manquantes sont à compléter. |           |              |           |                                                 |
| mars 2001                                | juin 2020 | Max Ivan     | PS        | Maire de Sainte-Cécile-les-Vignes (2001 → 2020) |
| juin 2020                                | En cours  | Julien Merle | DVD       | Maire de Sérignan-du-Comtat (2014 → )           |

### Compétences
Compétences obligatoires :
- Aménagement de l'espace
- Actions de développement économique (soutien des activités industrielles, commerciales ou de l'emploi, soutien des activités agricoles et forestières...)

Compétences supplémentaires (obligatoires) :
- Protection et mise en valeur de l'environnement
- Politique du logement et du cadre de vie
- Assainissement collectif

Autres compétences :
- Collecte et traitement des déchets des ménages et déchets assimilés
- Lutte contre les nuisances sonores
- Qualité de l'air
- Création, aménagement, entretien et gestion de zone d'activités industrielle, commerciale, tertiaire, artisanale ou touristique
- Schéma de cohérence territoriale (SCOT)
- Création et réalisation de zone d'aménagement concerté (ZAC)
- Constitution de réserves foncières
- Droit de préemption urbain (DPU) pour la mise en œuvre de la politique communautaire d'équilibre social de l'habitat

### Régime fiscal et budget
Le régime fiscal de la communauté de communes est la fiscalité professionnelle unique (FPU).